# Arrondissement Hasselt
Arrondissement Hasselt (nizozemsky: Arrondissement Hasselt; francouzsky: Arrondissement de Hasselt) je jeden ze tří arrondissementů (okresů) v provincii Limburk v Belgii.
Jedná se o politický a zároveň soudní okres. Soudní okres Hasselt také zahrnuje některé obce politického okresu Maaseik.

## Obyvatelstvo
Počet obyvatel k 1. lednu 2017 činil 425 270 obyvatel. Rozloha okresu činí 906,15 km².

## Obce
Okres Hasselt sestává z těchto obcí:
- As
- Beringen
- Diepenbeek
- Genk
- Gingelom
- Halen
- Ham
- Hasselt
- Herk-de-Stad
- Heusden-Zolder
- Leopoldsburg
- Lummen
- Nieuwerkerken
- Opglabbeek
- Sint-Truiden
- Tessenderlo
- Zonhoven
- Zutendaal